# 전미 비평가 협회 각본상
전미 비평가 협회 각본상(National Society of Film Critics Award for Best Screenplay)은 전미 비평가 협회에서 매년 시상하는 영화 각본상이다. 1967년 제2회 시상식 때부터 시상되었다.

## 수상자 목록
| 연도 | 수상자                                                       | 작품                          |
| ---- | ------------------------------------------------------------ | ----------------------------- |
| 1967 | 데이비드 뉴먼, 로버트 벤턴                                   | 《우리에게 내일은 없다》      |
| 1968 | 존 카사베티스                                                | 《얼굴들》                    |
| 1969 | 폴 마저스키, 래리 터커                                       | 《파트너 체인지》             |
| 1970 | 에릭 로메르                                                  | 《모드 집에서의 하룻밤》      |
| 1971 | 퍼넬러피 질리앳                                              | 《사랑의 여로》               |
| 1972 | 잉마르 베리만                                                | 《외침과 속삭임》             |
| 1973 | 조지 루커스, 글로리아 캐츠, 윌러드 하이크                    | 《청춘 낙서》                 |
| 1974 | 잉마르 베리만                                                | 《결혼의 풍경》               |
| 1975 | 로버트 타운, 워런 비티                                       | 《바람둥이 미용사》           |
| 1976 | 알랭 타너, 존 버거                                           | 《2000년에 25살이 되는 요나》 |
| 1977 | 우디 앨런, 마셜 브리크먼                                     | 《애니 홀》                   |
| 1978 | 폴 마저스키                                                  | 《독신녀 에리카》             |
| 1979 | 스티브 테시치                                                | 《브레이킹 어웨이》           |
| 1980 | 보 골드먼                                                    | 《멜빈과 하워드》             |
| 1981 | 존 게어                                                      | 《아틀란틱 시티》             |
| 1982 | 머리 시스걸, 래리 겔바트                                     | 《투씨》                      |
| 1983 | 빌 포사이스                                                  | 《시골 영웅》                 |
| 1984 | 로웰 간즈, 바발루 맨델, 브루스 제이 프리드먼                 | 《스플래시》                  |
| 1985 | 앨버트 브룩스, 모니카 존슨                                   | 《로스트 인 아메리카》        |
| 1986 | 하니프 쿠레이시                                              | 《나의 아름다운 세탁소》      |
| 1987 | 존 부어먼                                                    | 《희망과 영광》               |
| 1988 | 론 셸턴                                                      | 《19번째 남자》               |
| 1989 | 거스 밴 샌트, 대니얼 요스트                                  | 《드러그스토어 카우보이》     |
| 1990 | 찰스 버넷                                                    | 《To Sleep with Anger》       |
| 1991 | 데이비드 크로넌버그                                          | 《네이키드 런치》             |
| 1992 | 데이비드 웨브 피플스                                         | 《용서받지 못한 자》          |
| 1993 | 제인 캠피언                                                  | 《피아노》                    |
| 1994 | 쿠엔틴 타란티노, 로저 에이버리                               | 《펄프 픽션》                 |
| 1995 | 에이미 헤컬링                                                | 《클루리스》                  |
| 1996 | 앨버트 브룩스, 모니카 존슨                                   | 《스위트 마마》               |
| 1997 | 커니스 핸슨, 브라이언 헬걸런드                               | 《LA 컨피덴셜》               |
| 1998 | 스콧 프랭크                                                  | 《표적》                      |
| 1999 | 찰리 코프먼                                                  | 《존 말코비치 되기》          |
| 2000 | 케네스 로너건                                                | 《유 캔 카운트 온 미》        |
| 2001 | 줄리언 펠로스                                                | 《고스포트 파크》             |
| 2002 | 로널드 하우드                                                | 《피아니스트》                |
| 2003 | 샤리 스프링어 버먼, 로버트 풀치니                            | 《아메리칸 스플렌더》         |
| 2004 | 알렉산더 페인, 짐 테일러                                     | 《사이드웨이》                |
| 2005 | 노아 바움백                                                  | 《오징어와 고래》             |
| 2006 | 피터 모건                                                    | 《더 퀸》                     |
| 2007 | 타마라 젱킨스                                                | 《세비지스》                  |
| 2008 | 마이크 리                                                    | 《해피 고 럭키》              |
| 2009 | 코언 형제                                                    | 《시리어스 맨》               |
| 2010 | 에런 소킨                                                    | 《소셜 네트워크》             |
| 2011 | 아시가르 파르하디                                            | 《씨민과 나데르의 별거》      |
| 2012 | 토니 커슈너                                                  | 《링컨》                      |
| 2013 | 리처드 링클레이터, 이선 호크, 줄리 델피                      | 《비포 미드나잇》             |
| 2014 | 웨스 앤더슨                                                  | 《그랜드 부다페스트 호텔》    |
| 2015 | 톰 매카시, 조시 싱어                                         | 《스포트라이트》              |
| 2016 | 케네스 로너건                                                | 《맨체스터 바이 더 씨》       |
| 2017 | 그레타 거윅                                                  | 《레이디 버드》               |
| 2018 | 아르만도 이안누치, 데이비드 슈나이더, 이언 마틴, 피터 펠로스 | 《스탈린이 죽었다!》          |
| 2019 | 봉준호, 한진원                                               | 《기생충》                    |